# Juniperus coahuilensis
Juniperus coahuilensis é uma espécie de conífera da família Cupressaceae.
Pode ser encontrada nos seguintes países: México e nos Estados Unidos da América.